# Marc Levy

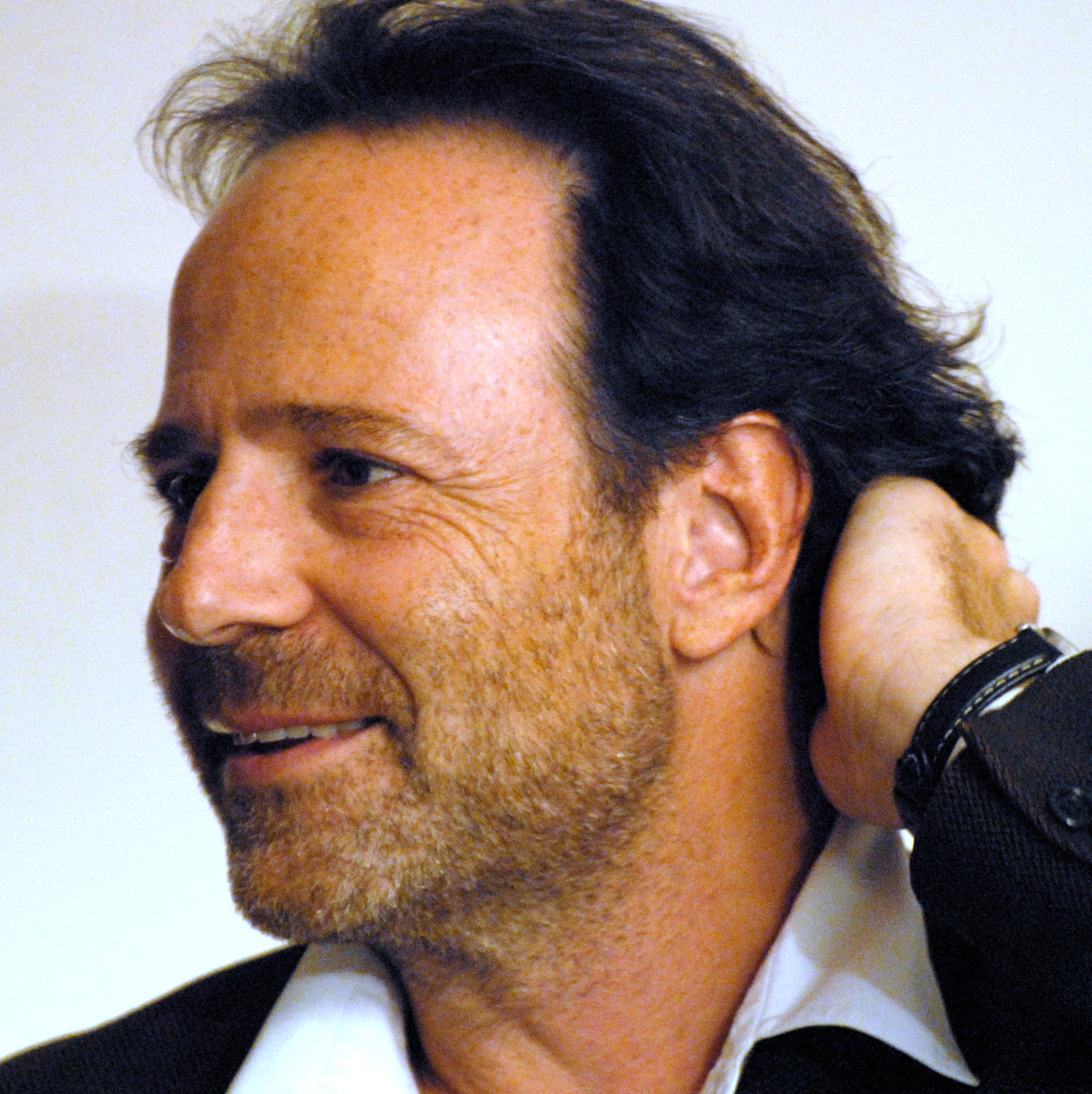
Marc Levy

Marc Levy [maʀk leˈvi] (* 16. Oktober 1961 in Boulogne-Billancourt, Frankreich) ist ein französischer Schriftsteller und Filmproduzent.

## Leben
Marc Levy wurde am 16. Oktober 1961 in Frankreich geboren. Er ist Sohn des Schriftstellers und Résistance-Kämpfers Raymond Lévy, der mit dem „Train Fantôme“ Richtung Dachau deportiert wurde und den Zweiten Weltkrieg überlebte. Nach einem Studium an der Universität Paris-Dauphine und einigen Jahren Tätigkeit als Unternehmer wurde Marc Levy um die Jahrtausendwende schließlich freier Schriftsteller und lebt nun zusammen mit seiner Lebensgefährtin und seinem Sohn in New York.
Sein erster Roman, mit dem deutschen Titel Solange du da bist…, wurde von dem US-amerikanischen Regisseur Mark Waters als Solange du da bist verfilmt und kam im Dezember 2005 in die deutschen Kinos.
Ein weiterer Roman mit dem deutschen Titel Wenn wir zusammen sind wurde von der Regisseurin Lorraine Levy mit diesem Titel verfilmt und kam am 19. November 2009 in die deutschen Kinos.

## Werke
- 2000 Et si c’était vrai…
  - Solange du da bist, dt. von Amelie Thoma; Rütten und Loening, Berlin 2000, ISBN 3-352-00565-6. (Film: Solange du da bist)
- 2001 Où es-tu?
  - Wo bist du?, dt. von Bettina Runge und Eliane Hagedorn; Droemer, München 2003, ISBN 3-426-19614-X. (Miniserie: Où es-tu?)
- 2003 Sept jours pour une éternité
  - Sieben Tage für die Ewigkeit, dt. von Bettina Runge und Eliane Hagedorn; Knaur, München 2004, ISBN 3-426-66138-1.
- 2004 La prochaine fois
  - Bis ich dich wiedersehe, dt. von Bettina Runge und Eliane Hagedorn; Knaur, München 2005, ISBN 3-426-66172-1.
- 2005 Vous Revoir
  - Zurück zu dir, dt. von Bettina Runge und Eliane Hagedorn; Knaur, München 2006, ISBN 3-426-66217-5.
- 2006 Mes Amis mes Amours
  - Wenn wir zusammen sind, dt. von Bettina Runge und Eliane Hagedorn; Knaur, München 2007, ISBN 978-3-426-66267-0. (Film: Wenn wir zusammen sind)
- 2007 Les enfants de la liberté
  - Kinder der Hoffnung, dt. von Bettina Runge und Eliane Hagedorn; Knaur, München 2008, ISBN 978-3-426-66301-1.
- 2008 Toutes ces choses qu'on ne s'est pas dites
  - All die ungesagten Worte, dt. von Bettina Runge und Eliane Hagedorn; Knaur, München 2009, ISBN 978-3-426-66369-1. (Fernsehserie: All Those Things We Never Said mit Alexandra Maria Lara)
- 2009 Le premier jour
  - Am ersten Tag, dt. von Bettina Runge und Eliane Hagedorn; Blanvalet Verlag, München 2010, ISBN 978-3-7645-0373-4.
- 2009 La première nuit
  - Die erste Nacht, dt. von Bettina Runge und Eliane Hagedorn; Blanvalet Verlag, München 2010, ISBN 978-3-7645-0379-6.
- 2010 Le voleur d'ombres
  - Wer Schatten küsst, dt. von Bettina Runge und Eliane Hagedorn; Blanvalet Verlag, München 2012, ISBN 978-3-7645-0430-4.
- 2011 L’étrange voyage de monsieur Daldry
  - Die zwei Leben der Alice Pendelbury, dt. von Bettina Runge und Eliane Hagedorn; Blanvalet Verlag, München 2013, ISBN 978-3-7645-0444-1.
- 2012 Si c'était à refaire
  - Mit jedem neuen Tag, dt. von Bettina Runge und Eliane Hagedorn; Blanvalet Verlag, München 2015, ISBN 978-3-7645-0529-5.
- 2013 Un sentiment plus fort que la peur
  - Das Geheimnis des Schneemädchens, dt. von Bettina Runge und Eliane Hagedorn; Blanvalet Verlag, München 2016, ISBN 978-3-7645-0530-1.
- 2014 Une autre idée du bonheur
  - Eine andere Vorstellung vom Glück, dt. von Bettina Runge und Eliane Hagedorn; Blanvalet Verlag, München 2018, ISBN 978-3-7645-0595-0.
- 2015 Elle et Lui
  - Er & sie: Eine Liebe in Paris, dt. von Amelie Thoma; Blanvalet Verlag, München 2017, ISBN 978-3-7645-0594-3.
- 2016 L'Horizon à l'envers
  - Jeder Anfang mit dir, dt. von Bettina Runge und Eliane Hagedorn; Blanvalet Verlag, München 2021, ISBN 978-3-7645-0673-5.
- 2017 La Dernière des Stanfield
  - Das Geheimnis unserer Herzen, dt. von Bettina Runge und Eliane Hagedorn; Blanvalet Verlag, München 2021, ISBN 978-3-7645-0672-8.
- 2018 Une fille comme elle
- 2019 Ghost in Love
- 2020 C’est arrivé la nuit
- 2021 Le Crépuscule des fauves
- 2022 Noa
- 2022 Éteignez tout et la vie s'allume
- 2023 La Symphonie des monstres